# Большие Копены
Село Большие Копены было основано в 1710 году беглыми крестьянами, статус села получило в 1720 году.
Село Большие Копены является административным центром Большекопенского муниципального образования Лысогорского района, Саратовской области. Численность населения данного образования составляет более 1.5 тысяч человек(Большие Копены, Невежкино, Белое Озеро)
По центру села протекает небольшая речка Большая Копенка, на берегах которой много растительности. Близ населённого пункта расположена главная водная артерия района — река Медведица, которая является излюбленным местом отдыха многих туристов.
Среди учреждений данного муниципального образования можно выделить:
- Детский сад (с. Большие Копены)
- Детский сад (с. Невежкино)
- Большекопенская средняя общеобразовательная школа
- Невежинская средняя общеобразовательная средняя школа
- Большекопенская участковая больница
- Отделения связи, аптеки
- Дворец культуры
- Предприятия торговли

## Церковь
Однопрестольная во имя иконы Казанской Божьей Матери церковь была построена в 1795 году вместо сгоревшей, освящена в 1798. Каменная церковь с колокольней в 1876 году построена на средства прихожан. Земская школа существует с 1865 года. Церковно-приходское попечительство открыто в 1873. До наших дней церковь не сохранилась.